# Повелия
Повелия (на италиански: Poveglia) е италиански остров, който се намира между Венеция и Лидо. Други имена, с които бива наричан: „кървавия остров“; „островът на лудостта“ или „острова на ада“.
Независимо от прекрасното си местоположение на Венецианската лагуна, днес островът е необитаем и посещенията му са забранени. Мистерията му датира от времето на Римската империя като там изолирали болните от чума, за да не се заразява останалата част от населението. През XVI век 160 000 души са били изгорени живи и мъртви. А през 1922 г. е построена болница за душевно болни. Местните от Италия разказвали легенди за доктор, който провеждал странни експерименти с пациентите си като ги измъчвал. Той самият намерил смъртта си от висока кула вероятно подбуден от призраците на своите лоши действия.
Лечебното заведение на остров Повелия затваря врати окончателно през 1968 г. Островът тогава намира нов частен собственик, но той самия не могъл да издържи неприятната и тежка атмосфера, която носи това място и го напуска. Многократно е пускан за продан, но странните неща, които се случвали на него отблъсквали както купувачи, така и туристи. До момента е незаконно да се посети остров Повелия. Той е включен в списъка на десетте най-страховити места според Форбс.